# Xylopia crinita
Xylopia crinita este o specie de plante angiosperme din genul Xylopia, familia Annonaceae, descrisă de Robert Elias Fries. Conform Catalogue of Life specia Xylopia crinita nu are subspecii cunoscute.